# Мяйле Лукшене
Мя́йле Ю́лія Лукше́не–Матьошайт́іте (лит. Meilutė Julija Lukšienė-Matjošaitytė; 20 серпня 1913, Відень — 16 жовтня 2009, Вільнюс) — литовська історик культури і громадська діячка; професор Університету Вітовта Великого. Вона була однією із засновниць товариства Саюдіс, політичної організації, яка виступала за незалежність Литви наприкінці 1980-х і на початку 1990-х років.

## Життєпис
Мяйле Юлія Лукшене походить з відомої родини — діячів литовської культури. Вона здобула освіту в міжвоєнний період — 1931 року закінчила вільнюську гімназію ім. Вітаутаса Великого, в 1942 році закінчила Гуманітарний факультет Каунаського університету ім. Вітовта Великого, здобувши спеціальність з історії литовської літератури. Лукшене захистила дві дисертації в галузі гуманітарних наук, є почесним доктором в галузі соціальних наук (сфера освіти, науки).
Лукшене померла 16 жовтня 2009 року у Вільнюсі, коли їй було 97 років.

## Родина
Чоловік Лукшене, Казімерас Лукша (Lukša) (1906—1983) був банківським працівником. У 1940—1970 роках Казімерас працював викладачем економіки (економічного аналізу і міжнародної торгівлі) на курсах у Вільнюському університеті. У 1945—1946 роках він був деканом факультету економіки. З Мяйле вони виховали трьох дітей.
Доньки:
- Інге Лукшайте — почесний доктор історії
- Гедре Лукшайте-Мразкова — професор факультету музики в Академії виконавських мистецтв у Празі

Син:
- Рімтіс Лукша — доктор природничих наук.

## Професійна діяльність
Лукшене є авторкою і співавторкою численних навчальних видань і документів, вона працювала викладачкою університету, в 1951—1958 роках була завідувачкою кафедри литовської літератури Вільнюського університету. Свого часу її звинувачували в націоналізмі, антирадянській позиції й звільнили з університету, позбавили роботи. Від 1959 до 1997 року вона працювала науковим співробітником у науково-дослідному інституті педагогіки.
1988 року Лукшене як одну із найвидатніших представників литовської наукової спільноти обрано членом ініціативної групи руху Литви Саюдіс. Організація домагалася незалежності Литви. Лукшене приділяла велику увагу створенню принципів литовського суспільства — ідеям гуманізму, рівності, демократії, національної ідентичності та їх впровадженню і поширенню в суспільстві.

## Нагороди і звання
1994 року Лукшене нагородили «орденом Великого князя Литовського Гедиміна». У 2003 році їй вручили великий хрест лицаря-командора Вітовта Великого. 2004 року нагородили медаллю ЮНЕСКО за особистий внесок у зміцнення науково-практичної освіти, як основи державотворення. У 2007 році вона одержала почесну нагороду Міністерства освіти і науки Литви.

## Пам'ять
100-річчя від дня народження Мейле Лукшене відзначається за рішенням ЮНЕСКО.